# Дејв Бентон
Дејв Бентон (име по рођењу Ефрен Ежен Бенита; Аруба, 31. јануар 1951) јесте поп музичар из Арубе који живи у Естонији. Један је од победника Песме Евровизије 2001. Са 50 година и 101 дан у тренутку победе, Бентон је најстарији певач који је икада победио на Евровизији.

## Биографија
Рођен Ефрен Еугене Бенита 1951. године на карипском острву Аруба, ишао је у локалне школе. Течно је говорио енглески, холандски, шпански и папијаменто, креолски језик острва. Оженио се и добио ћерку. У својим двадесетим се одвојио од супруге и преселио се у САД. Као бубњар и пратећи вокал, радио је са The Drifters, Томом Џоунсом, The Platters и другима.
Док је живео у Холандији 1980-их, упознао је своју будућу супругу Марис, Естонку, на крузеру. Населили су се у Естонији 1997. године и добили две ћерке. Бентонова ћерка Сиси учествовала је на Eesti Laul  2021. са песмом „Time“, покушавајући да крене очевим стопама и представља Естонију на Песми Евровизије 2021. Она се пласирала у суперфинале, где је заузела друго место.
Бентон је имао разнолику музичку каријеру у земљама северне Европе . Говори осам језика: енглески, шпански, папијаменто, холандски, француски, немачки, португалски и естонски.
Наступао је у немачкој продукцији мјузикла City Lights, након чега је замољен да замени Енгелберта Хампердинка на његовој турнеји по Аустралији.
2001. наступио је естонским рок певачем Танелом Падаром и бој бендом 2XL како би победио на Песми Евровизије 2001. са њиховом песмом „Everybody”.